# Zsegora Ödön
Zsegora Ödön (Gyertyánliget, Máramaros vármegye, 1895 – Szibéria, 1946 körül) kárpátaljai magyar vasutas, országgyűlési képviselő.

## Élete
1895-ben született Gyertyánligeten, görög katolikus vallású, régi lengyel nemesi családban, rokonságának számos tagja működött papi és hivatalnoki pályákon. Polgári iskoláit Máramarosszigeten végezte el, majd 1914-ben a Magyar Királyi Államvasutak kötelékébe lépett és mint távírász kezdett dolgozni Pozsonyban.
A következő évben bevonult a máramarosszigeti 85. gyalogezredhez, majd a korneuburgi vasutasezredhez osztották be, ahol mint haditávírász szolgált az északi harctéren, Szerbiában és az olasz fronton, Dél-Tirolban. Az első világháború utolsó időszakában a román frontra került, ahonnan az 1918-1919-es magyarországi forradalmak kitörése után csak nagy nehezen és sok viszontagság árán sikerült hazajutnia.
Bár a magyar és a ruszin mellett elsajátította a cseh nyelvet is, mivel a csehszlovák államfordulatot követően – melynek részeként Kárpátalja Magyarországtól Csehszlovákiához került – nem volt hajlandó letenni a cseh hűségesküt, állásából elbocsátották. Mint menekült vasutas Máramarosszigeten kapott beosztást, hamarosan azonban ott is el kellett hagynia állását, a román megszállás miatt. E kényszerhelyzetében egy ideig mint szatócs tartotta fenn magát.
Már az államfordulat körüli időszakban bekapcsolódott a politikai életbe, 1926-tól volt körzeti szervezője és titkára a Bródy András vezette Autonóm Földműves Szövetségnek, ahol sokoldalú munkásságot fejtett ki a régióban élők Magyarországhoz való hűségének ápolása érdekében. Tagja és titkára volt Nagybocskó vadászegyesületének, választmányi tagja a helyi sportegyesületnek és tagságot viselt a községi képviselő-testületben is.
Az első bécsi döntés és Kárpátalja visszafoglalása után a magyar országgyűlés egyhangúlag hívta meg a képviselőházba, ahol a Felső-Tisza-völgy képviselőjének tekintette magát. 1944. november 6-án – távollétében – a Naplóbíráló Bizottság tagjává választották.
A második világháború végét követően, miután Kárpátalja szovjet fennhatóság alá került, az ottani hatóságok – a korábbi magyar parlament legtöbb kárpátaljai képviselőjéhez hasonlóan – vele szemben is büntetőeljárást indítottak, bűnös népellenes tevékenység vádjával. A koholt perben a Kárpátontúli Területi Népbíróság 10 év szabadságvesztésre, majd a Rendkívüli Bíróság 1946 májusában 8 év kényszermunkára ítélte Zsegora Ödönt. További sorsa nem tisztázott, de valószínűleg még abban az évben meghalt valamelyik szibériai lágerben. 1991-ben rehabilitálták.